# Tokyo!
Tokyo! è un film collettivo del 2008 composto da tre episodi diretti da tre diversi registi non giapponesi, ciascuno dei quali ambientato nella città di Tokyo. Michel Gondry ha diretto il primo episodio, intitolato Interior Design, Leos Carax l'episodio intitolato Merde e Bong Joon-ho ha diretto Shaking Tokyo.

## Trama

### Interior Design
Hiroko e Akira sono una giovane coppia di provincia che arriva a Tokyo con fondi limitati, trasferendosi in un piccolo appartamento di un'amica, una ragazza in carriera con un fidanzato contrario nel dividere l'appartamento con altri. Akira è un aspirante regista il cui film di debutto sarà presto proiettato in città, ma nel frattempo lavora part-time in un piccolo negozio dove confeziona regali, mentre Hiroko gira la città in cerca di un appartamento adatto alle sue esigenze, trovando però solo case infestate dai topi e troppo costose per i fondi della coppia. Mentre Akira riesce finalmente a far proiettare il suo film in un cinema porno, Hiroko, disorientata dalla grande città e oppressa dalla responsabilità di trovare uno spazio, subisce una strana trasformazione diventando una sedia di legno, della quale si prenderà cura un giovane ragazzo.

### Merde
Merde (termine francese per “merda”) è il nome dato a un'inquietante "creatura" che abita le fogne di Tokyo la quale emerge, vestita di un abito verde, dalla tana sotterranea dove abita per attaccare gli ignari abitanti del luogo in modi sempre più sfrontati e terrificanti, rubando sigarette, soldi e fiori di cui si ciba. Scoperto un arsenale all'interno della sua tana, comincia a lanciare granate e bombe a mano sulla folla. Una volta arrestato, l'avvocato francese Maître Voland si offre per la sua difesa in quanto una delle tre persone al mondo in grado di capire la sua lingua. Il circo mediatico che si crea intorno alla vicenda, prova in modo evidente Merde, il quale condannato a morte, sembra perdere ogni speranza, fin quando la giustizia prende una piega inaspettata.

### Shaking Tokyo
Uno hikikomori, che non lascia la sua abitazione da dieci anni, mantiene ll suo unico contatto con il mondo esterno attraverso il suo telefono, con il quale soddisfa ogni necessità, tra cui il mangiare, ordinando spesso pizze a domicilio, sistemando e conservando meticolosamente i cartoni all'interno del suo piccolo appartamento. Un giorno però, la sua pizza gli viene portata da una giovane e bella ragazza che attira l'attenzione dello hikikomori. All'improvviso, Tokyo viene colpita da un terremoto, causando lo svenimento della ragazza all'interno dell'appartamento, e facendo innamorare di essa lo hikikomori. Poco tempo dopo, quest'ultimo viene a scoprire che anche la ragazza è diventata una hikikomori, causando una reazione nel ragazzo che, facendosi coraggio, esce dal suo appartamento per andare in cerca della sua amata.

## Distribuzione
- 14 maggio 2008 (Festival di Cannes)
- 16 agosto 2008 (Giappone)
- 15 ottobre 2008 (Francia)
- 23 ottobre 2008 (Sud Corea)